# Хенань-Монгольський автономний повіт
34°44′08″ пн. ш. 101°36′53″ сх. д. / 34.73565° пн. ш. 101.61479° сх. д.
Хенань-Монгольський автономний повіт (кит. 河南蒙古族自治县, пін. Hénán Mĕnggŭzú Zìzhìxiàn) — один із повітів КНР у складі Хуаннань-Тибетської автономної префектури, провінція Цинхай. Адміністративний центр — містечко Юганьнін.

## Географія
Хенань-Монгольський автономний повіт лежить на висоті близько 3500 метрів над рівнем моря у верхній течії Хуанхе.

### Клімат
Повіт знаходиться у зоні, котра характеризується континентальним субарктичним кліматом. Найтепліший місяць — липень із середньою температурою 10,4 °C. Найхолодніший місяць — січень, із середньою температурою -12,9 °С.
| Клімат повіту Хенань-Монгол | Клімат повіту Хенань-Монгол | Клімат повіту Хенань-Монгол | Клімат повіту Хенань-Монгол | Клімат повіту Хенань-Монгол | Клімат повіту Хенань-Монгол | Клімат повіту Хенань-Монгол | Клімат повіту Хенань-Монгол | Клімат повіту Хенань-Монгол | Клімат повіту Хенань-Монгол | Клімат повіту Хенань-Монгол | Клімат повіту Хенань-Монгол | Клімат повіту Хенань-Монгол | Клімат повіту Хенань-Монгол |
| Показник                    | Січ.                        | Лют.                        | Бер.                        | Квіт.                       | Трав.                       | Черв.                       | Лип.                        | Серп.                       | Вер.                        | Жовт.                       | Лист.                       | Груд.                       | Рік                         |
| Середній максимум, °C       | −1                          | 1,4                         | 5                           | 9,1                         | 12,3                        | 14,7                        | 17                          | 16,8                        | 13,6                        | 8,7                         | 4                           | 0,7                         | 8,5                         |
| Середня температура, °C     | −12,9                       | −9,2                        | −4                          | 1,1                         | 5                           | 8,3                         | 10,4                        | 9,6                         | 6,2                         | 0,5                         | −6,6                        | −11,7                       | −0,3                        |
| Середній мінімум, °C        | −22,4                       | −18,1                       | −11,3                       | −5,3                        | −1                          | 2,7                         | 4,6                         | 3,5                         | 0,7                         | −5,3                        | −14,2                       | −20,9                       | −7,3                        |
| Норма опадів, мм            | 4.6                         | 5.6                         | 13.4                        | 26.7                        | 69.3                        | 100.2                       | 117.9                       | 91.5                        | 88.5                        | 38.2                        | 4.6                         | 2.4                         | 555.6                       |
| Вологість повітря, %        | 54                          | 53                          | 56                          | 60                          | 67                          | 72                          | 75                          | 75                          | 76                          | 71                          | 60                          | 54                          | 64.4                        |
| --------------------------- | --------------------------- | --------------------------- | --------------------------- | --------------------------- | --------------------------- | --------------------------- | --------------------------- | --------------------------- | --------------------------- | --------------------------- | --------------------------- | --------------------------- | --------------------------- |
| Джерело: data.cma.cn        |                             |                             |                             |                             |                             |                             |                             |                             |                             |                             |                             |                             |                             |